# بيت سكوغلاند
بيت سكوغلاند (بالإنجليزية: Pete Skoglund) هو لاعب بولينغ نيوزيلندي، ولد في 25 يوليو 1905 في Stratford, New Zealand ‏ في نيوزيلندا، وتوفي في 2 أكتوبر 1968 في أوكلاند في نيوزيلندا.